# The Adventurer: Curse of the Midas Box
The Adventurer: The Curse of the Midas Box (br: O Aventureiro: A Maldição da Caixa de Midas) é um filme inglês estrelado por Michael Sheen, Sam Neill, Lena Headey e Ioan Gruffudd e Aneurin Barnard. Este é o primeiro filme baseado na série de livros escritos por G. P. Taylor, Mariah Mundi. O roteiro desta adaptação cinematográfica foi escrito por Christian Taylor e Matthew Huffman.

## Sinopse
A vida de Mariah Mundi é dilacerada quando seus pais desaparecem de repente, deixando-o sozinho com seu irmão Félix. Quando assaltantes desconhecidos sequestram seu irmão mais novo, ele decide encontrá-lo, e com a ajuda de um estranho aventureiro, embarca em uma perseguição. As pistas os levam ao hotel de luxo "Prince Regent". Mas sob os muitos andares do hotel, esconde-se um submundo secreto e sinistro cheio de vilões, criaturas, e uma caixa extraordinária que transforma tudo em ouro.[carece de fontes?]

## Elenco
- Michael Sheen como Capitão Will Charity
- Sam Neill como Otto Luger
- Lena Headey como Monica
- Mella Carron como Sacha
- Ioan Gruffudd como Charles Mundi
- Keeley Hawes como Catherine Mundi
- Aneurin Barnard como Mariah Mundi
- Tristan Gemmill como Isambard Black
- Daniel Wilde como Cleavy
- Xavier Atkins como Felix
- Vincenzo Pellegrino como Grendel
- Oliver Stark como Glocky
- Ian Reddington como Ratchit
- Brian Nickels como Grimm

## Filmagem
As filmagens se iniciaram em meados de abril de 2012 e ocorreram em diversos locais do Sudoeste da Inglaterra, incluindo Bristol, Bath, Charlestown Harbour, a estação ferroviária de Kidderminster Town, e Lacock Abbey.

## Recepção
O filme recebeu muitos comentários negativos e detém atualmente uma taxa de aprovação de apenas 17% no site Rotten Tomatoes.